# Club Omnisport Bouaflé
O Club Omnisport Bouaflé é um clube de futebol com sede em Bouaflé, Costa do Marfim. A equipe compete no Campeonato Marfinense de Futebol.

## História
O clube foi fundado em 1970.